# David Fernandes
David Rubén Sousa Fernandes (Funchal, 8 de septiembre de 1983) es un deportista portugués que compitió en piragüismo en la modalidad de aguas tranquilas. Ganó una medalla de plata en el Campeonato Mundial de Piragüismo de 2014 y 4 medallas en el Campeonato Europeo de Piragüismo entre los años 2011 y 2015.

## Palmarés internacional
| Campeonato Mundial | Campeonato Mundial          | Campeonato Mundial | Campeonato Mundial |
| Año                | Lugar                       | Medalla            | Competición        |
| ------------------ | --------------------------- | ------------------ | ------------------ |
| 2014               | Moscú (Rusia)               | Medalla de plata   | K4 1000 m          |
| Campeonato Europeo |                             |                    |                    |
| Año                | Lugar                       | Medalla            | Competición        |
| 2011               | Belgrado (Serbia)           | Medalla de oro     | K4 1000 m          |
| 2013               | Montemor-o-Velho (Portugal) | Medalla de plata   | K4 1000 m          |
| 2014               | Brandeburgo (Alemania)      | Medalla de bronce  | K4 1000 m          |
| 2015               | Račice (República Checa)    | Medalla de plata   | K4 1000 m          |